# Французское завоевание Сенегала
Французское завоевание Сенегала — покорение французами сенегальских королевств, начатое в 1659 году с основания Сен-Луи, продолженное захватом острова Горе у голландцев в 1677 году и завершившееся в конце XIX века.

## Первые поселения
По мнению некоторых историков, французские торговцы из нормандских городов Дьепп и Руан торговали на побережье Гамбии и Сенегала, а также на Берегу Слоновой Кости и Золотом Береге, уже между 1364 и 1413 годами. Вероятно, именно эти торговые связи способствовали активному развитию ремесла резьбы по слоновой кости в Дьеппе после 1364 года. Однако эти торговые контакты были забыты с началом Столетней войны во Франции.

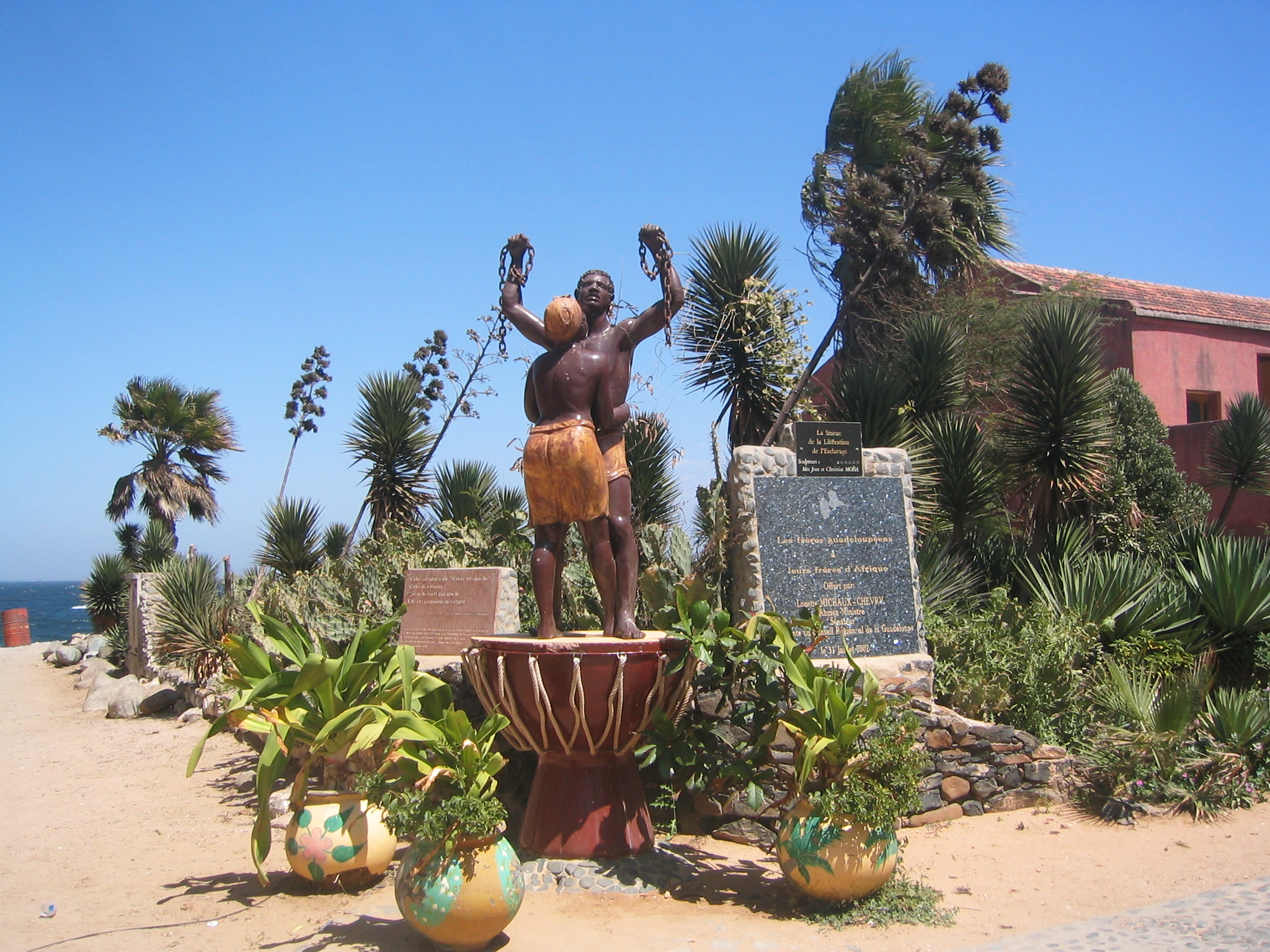
Мемориал угнанным в рабство сенегальцам на острове Горе

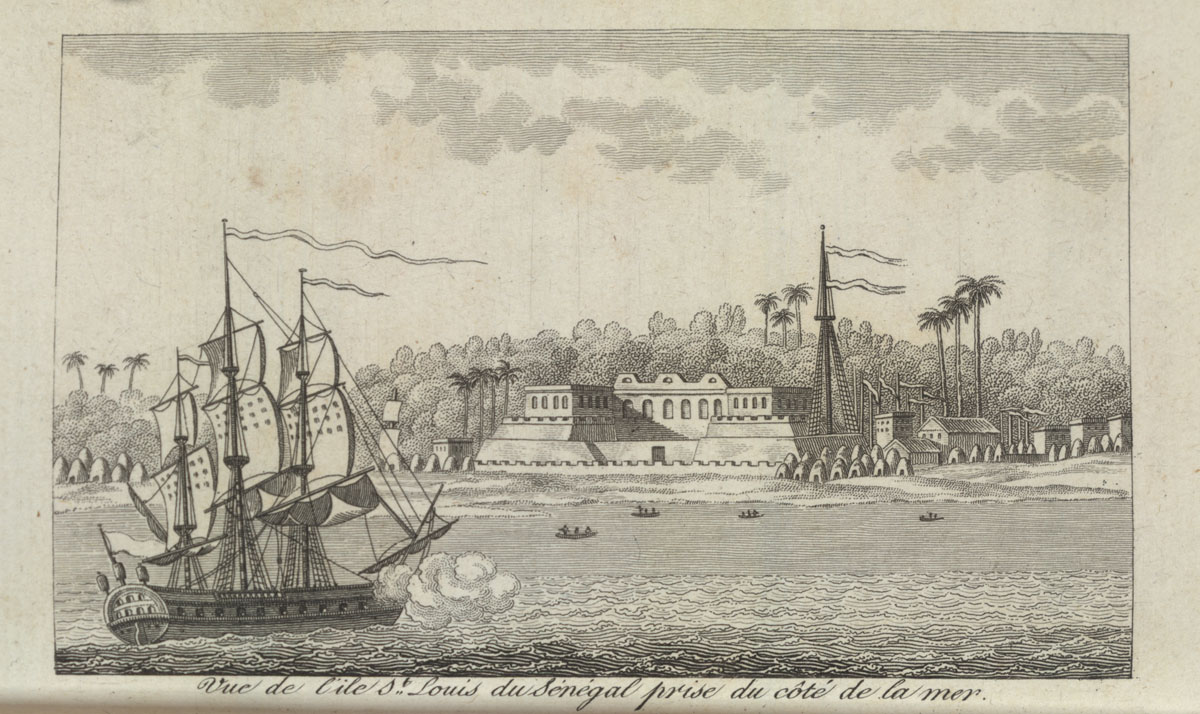
Сен-Луи, 1780

С XV века различные европейские державы, такие как Португалия, Нидерланды и Англия, конкурировали за торговую гегемонию в регионе Сенегала. В 1444 году португальцы основали торговый пост на острове Горе, который они сделали центром работорговли. Остров в 1588 году был захвачен голландцами, которые основали оборонительные форты и продолжили торговлю.
В 1659 году Франция основала торговый пост Сен-Луи. Одновременно европейские державы продолжали сражаться за остров Горе, пока в 1677 году Франция во главе с адмиралом Жаном д’Эстре во время Голландской войны (1672—1678) не захватила остров и владела им следующие 300 лет. В 1697 году начались исследования французом Андре Брю Западной Африки. В 1758 году французское поселение было захвачено британской экспедицией в рамках Семилетней войны, но затем вернулось в руки французов в 1783 году после победы Франции в войне за независимость США.
Королевства волоф и серер, соседствовавшие с двумя колониальными форпостами, были особенно сильно вовлечены в работорговлю, имея собственные сильные военные организации, предназначенные для снабжения европейцев рабами.
Одновременно местные королевства стали испытывать давление с севера, со стороны мусульман: мурабит Наср ад-Дин напал на Мавританию и владения волоф в 1673 году, но потерпел поражение в результате союза между местными силами и французами.

## Завоевания XIX века

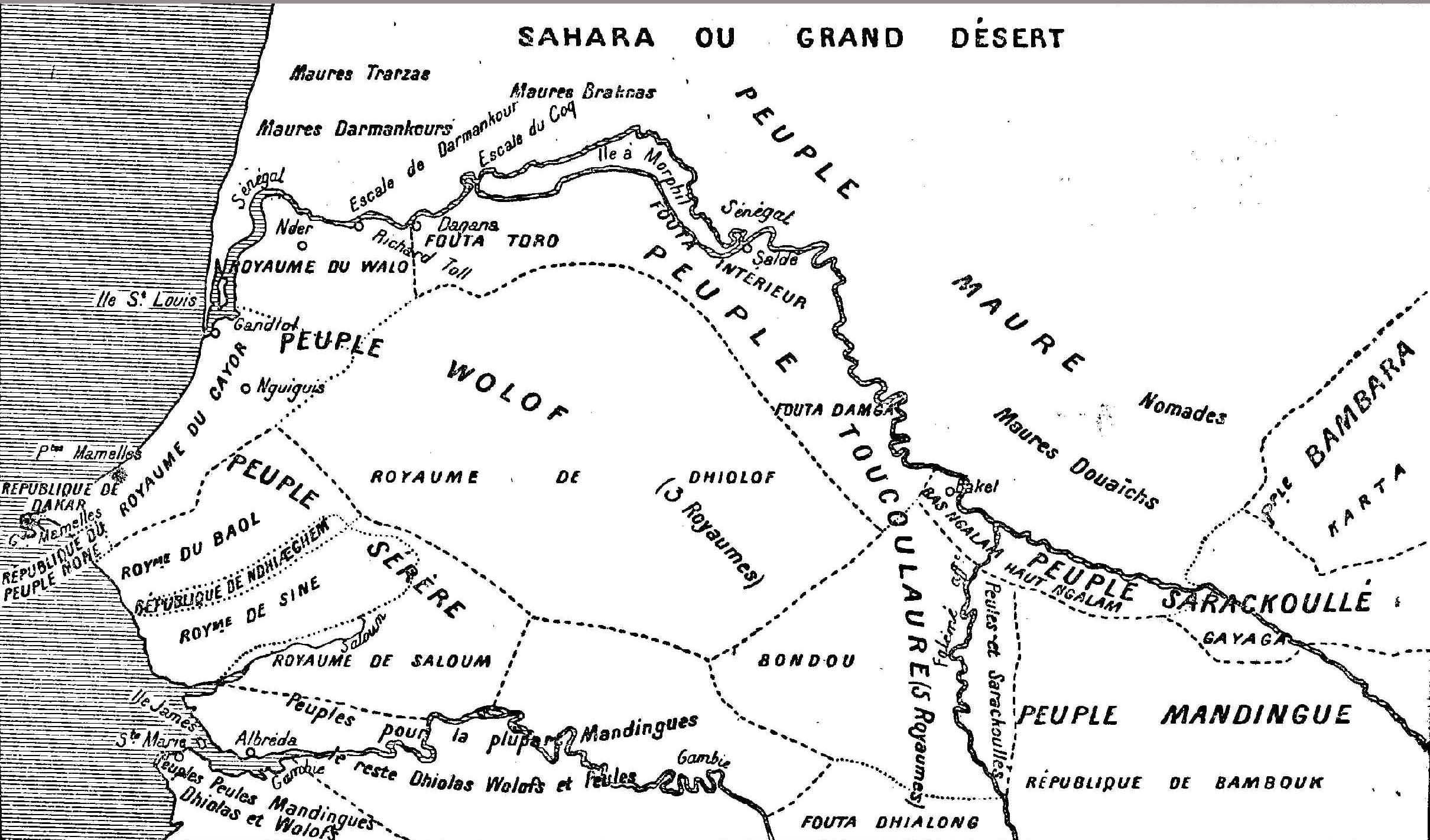
Долина реки Сенегал, 1853 год

Во время Наполеоновских войн Великобритания захватила остров Горе в 1803 году и Сен-Луи в 1809 году, провозгласив отмену работорговли в 1807 году. Новая французская монархия вскоре договорилась с британцами о возвращении двух постов. Таким образом, в начале XIX века произошло сокращение работорговли и рост товарного производства. Важным экспортным товаром стал гуммиарабик, используемый как краситель для высококачественного текстиля и для производства лекарств. Культивирование арахиса также стало ценным ресурсом всего региона.

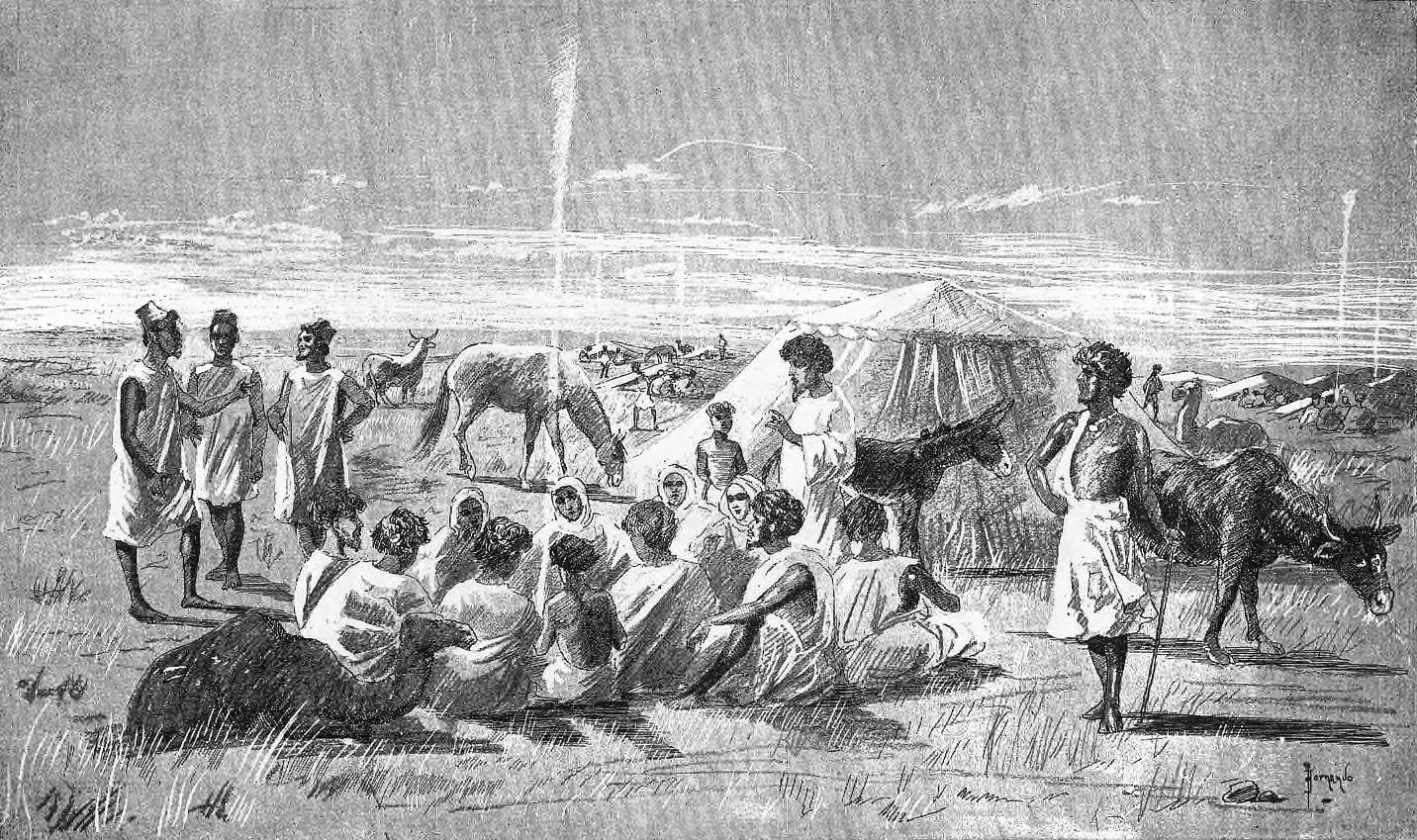
Мавританские племена и французские торговцы гуммиарабиком, 1890

В 1825 году Мухаммед, правитель эмирата Трарза, попытался установить контроль над находящимся под защитой Франции царством Ваало, расположенным тогда к югу от реки Сенегал, женившись на наследнице королевства. Французы ответили отправкой большого экспедиционного корпуса, который разгромил армию Мухаммеда. Война подтолкнула французов к экспансии к северу от реки Сенегал. Во время войны с эмиратом Трарза в 1825 году французы начал утверждать свой контроль над устьем реки Сенегал.

Западная Африка около 1875 года.

В 1850-х годах французы при губернаторе Луи Федербе приступили к расширению своих позиций на Сенегальском побережье за счет местных королевств. С 1854 года Федерб начал создавать серию внутренних фортов вдоль реки Сенегал. В 1855 году он завоевал Королевство Ваало, победив королеву Ндате Яллу Мбодж (правившую в то время Ваало) и её мужа Мароссо Тассе Диопа (командующего её армией). Контрнаступление племени тукулёр в 1857 году привело к осаде форта Медин, в которой тукулёр потерпели неудачу. К 1860 году форты, построенные между Мединой и Сен-Луи, позволили Федербу начать войну против мавров эмирата Трарза (к северу от реки Сенегал), которые ранее взимали налоги с товаров, прибывающих в Сен-Луи из внутренних районов. Федерб также начал вестернизацию области, развивая банки, гражданскую администрацию, а также установив связи с местными мусульманами.

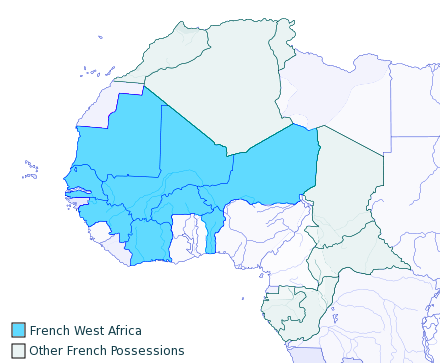
В 1904 году Дакар стал столицей Французской Западной Африки.

В 1859 году жители Сине во главе со своим царьком – Кумба Ндоффене Фамак Джуфом предприняли нападение на французов и их союзников, результатом которой стала битва при Логандеме. Несмотря на поражение при Логандеме ввозле Фатика и сожжения Фатика дотла по приказу Федерба, Кумба Ндоффене провёл следующие несколько лет своей жизни, разрушая французскую инфраструктуру и их экономическую базу в Сенегале, а также защищая своё государство от другой угрозы – исламского джихада со стороны мусульман мурабитов Сенегамбии. В 1871 году он был убит французами. Доколониальные монархии Сине и Салум существовали вплоть до 1969 года без перерыва, несмотря на французское завоевание Сенегала.
К 1860 году форты, построенные между Медином и Сент-Луисом, позволили Федербу начать операции против мавров эмирата Трарза в Ваало (к северу от реки Сенегал), которые ранее собирали налоги с товаров, поступавших в Сент-Луис из внутренних районов страны. Федерб также начал вестернизацию региона, развивая банки, гражданскую администрацию, также он установил согласие с религией большинства населения Сенегала, исламом.
Французская экспансия продолжалась при губернаторе Луи Бриер-де-Лиле с 1876 по 1881 год. Благодаря своим дипломатическим и военным усилиям Бриер укрепил французский контроль над рекой Сенегал и побережьем Гвинеи, способствуя развития торговли просом, арахисом и хлопком. Он также разработал проекты железных дорог, которые будут способствовать дальнейшему расширению Французского Судана (современного Мали).
С 1880 года Франция стремилась построить железнодорожную систему, ориентированную на линию Сен-Луи — Дакар, которая обеспечивала военный контроль над прилегающими районами. Эта тенденция привела к военной оккупации французами материкового Сенегала. Строительство железной дороги Дакар — Нигер также началось в конце XIX века под руководством генерала Галлиени. Однако местные жители сильно возражали против строительства железных дорог. Это было особенно верно в отношении мусульманского лидера Лат Диора и его последователей.
Первый генерал-губернатор Сенегала был назначен в 1895 году, он управлял большей частью Западной Африки, в 1904 году эти территории были официально названы Французской Западной Африкой (AOF: «Afrique Occidentale Française»), столицей которой стал Дакар.

## В кино
- «Чернокожая из...» (La noire de...) — реж. Усман Сембен (Франция-Сенегал, 1966).
- «Капризы реки» (Les Caprices d'un fleuve) — реж. Бернар Жиродо (Франция, 1996).